# Projektor
Projektor je optična naprava, ki poveča prosojne (diaprojektor, grafoskop) ali neprosojne (episkop) slike in jih projicira na površino. 
Video projektor projicira množico hitro si sledečih sličic. Zaradi vztrajnosti človeškega očesa se navidezno zlijejo v gibljivo sliko. 

## Zgled
Preslikava na zaslon (z diaprojektorjem):
Svetloba izhaja iz svetila in se zbere v kondenzorju , ki jo oblikuje v enakomerno svetel snop. Tega pošlje skozi diapozitiv, ki stoji na glavi. Objektiv obrne presevano svetlobo in jo preslika v povečano, pravilno stoječo sliko na projekcijskem zaslonu.